# Mimoscina scinoides
Mimoscina scinoides is een vlokreeftensoort uit de familie van de Mimoscinidae. De wetenschappelijke naam van de soort is voor het eerst geldig gepubliceerd in 1906 door Woltereck.